# Цистерна

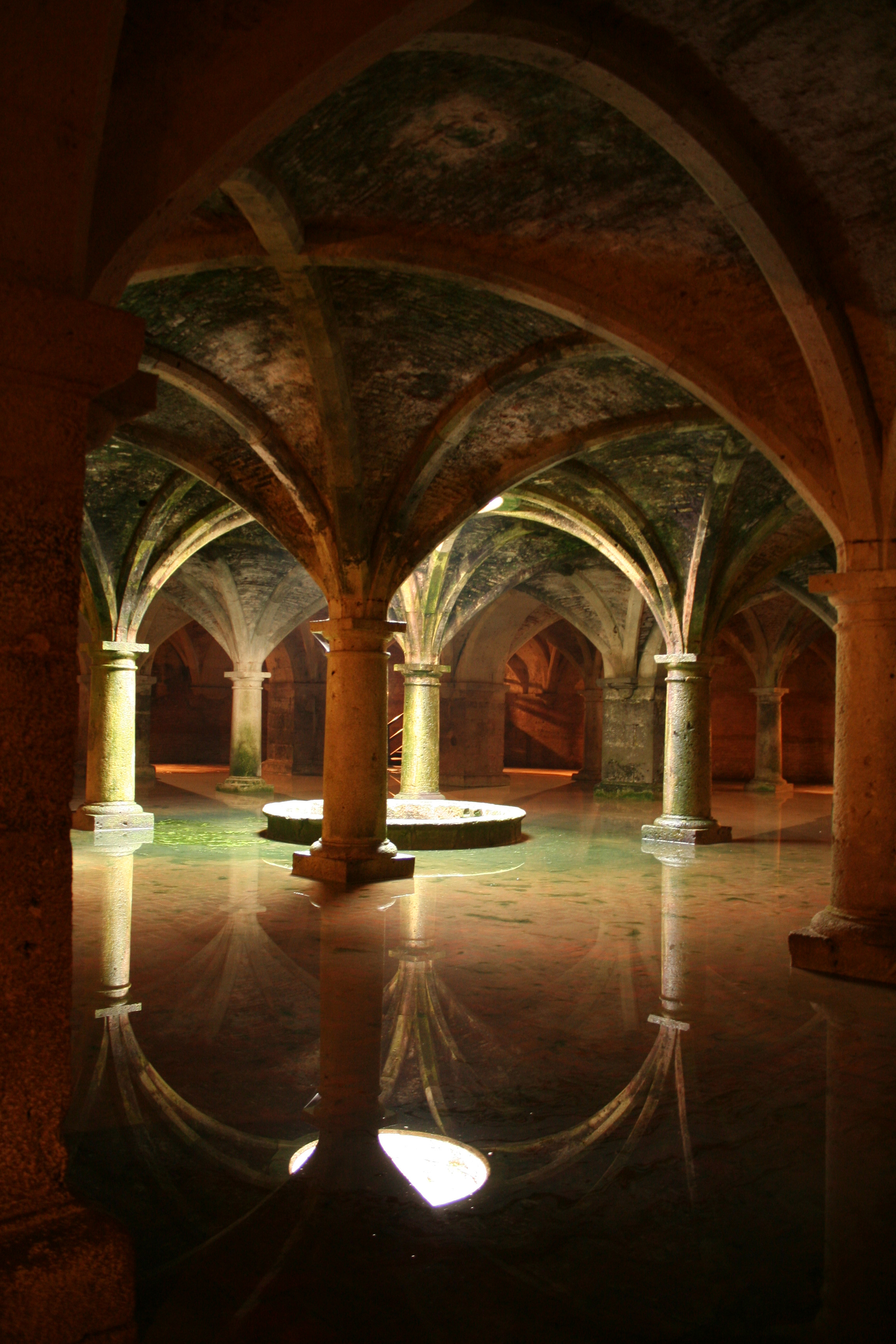
Португальская цистерна, Эль-Джадида, Марокко

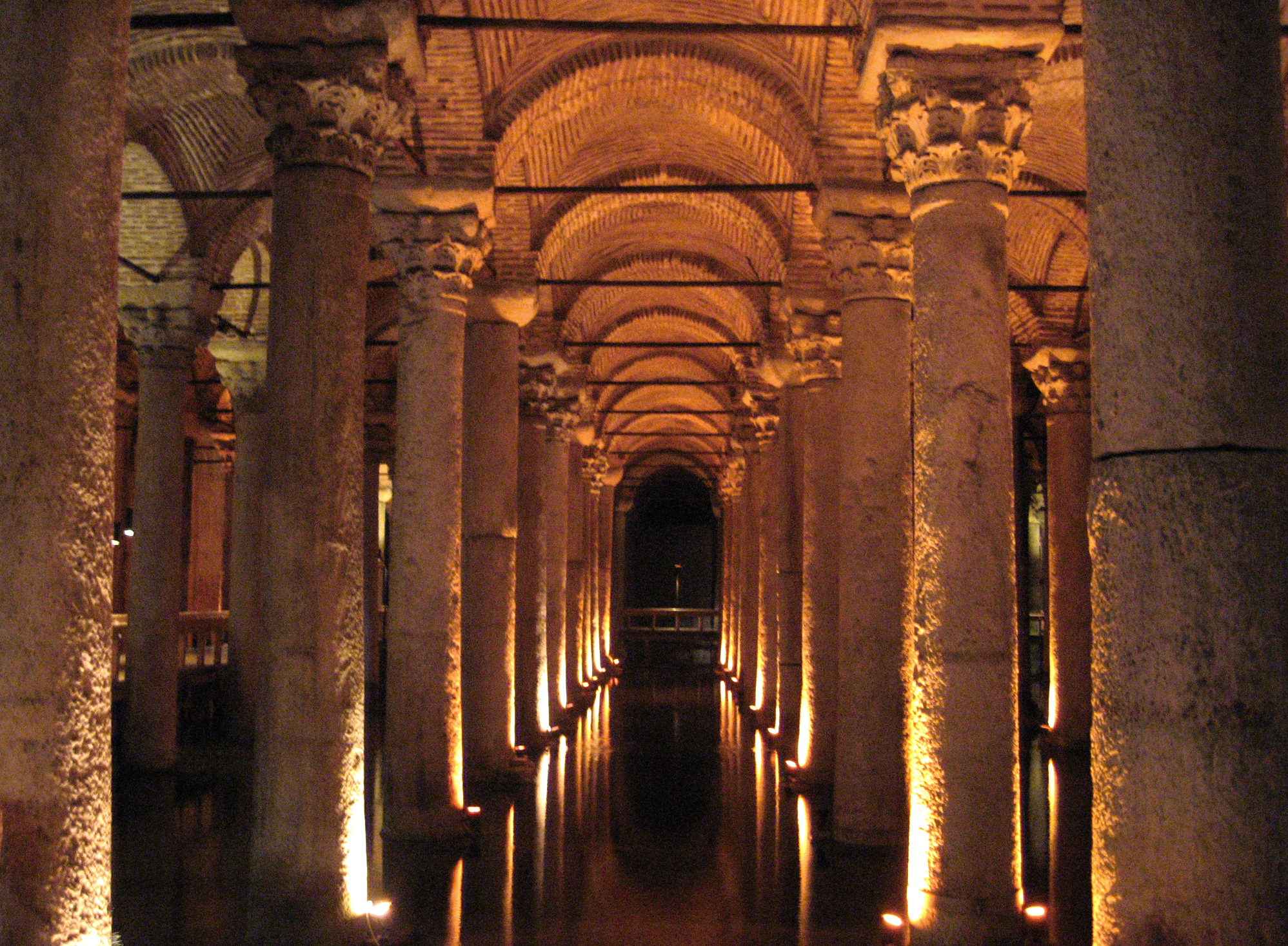
Цистерна Базилика, Стамбул, 138 x 65 м, 80 000 м^{3}, Юстиниан I, 523—542 гг.

Цистерна (лат. cisterna — ёмкость для воды, от др. лат. cista — коробка, а также др. греч. κίστη [Kiste] — корзина) — закрытое хранилище (ёмкость), первоначально для жидкостей, а теперь и для сыпучих веществ. Устроенное в грунте водохранилище с водонепроницаемыми стенками и дном, также подземный резервуар для сбора и хранения дождевой воды. Известны ещё в библейские и античные времена.

## В древности
В Древнем мире цистернами назывались ёмкости (как правило, подземные) для хранения пресной воды (в том числе для сбора дождевой). Запасы воды использовали для питьевых (пищевых) и хозяйственных целей, а также для ирригации. В настоящее время также существуют подобные цистерны различной вместимости, которая может достигать тысяч кубических метров.
Подобные цистерны упоминаются в Библии:
- Цистерна в Книге Бытия 37:20, 22.
- Иудейский царь Аса построил цистерну, в которую позже был брошен пророк Иеремия после пророчества о вавилонском вторжении.

Известной цистерной является античная Цистерна Базилика — одно из самых крупных и хорошо сохранившихся древних подземных водохранилищ Константинополя.
В ряде районов современных Турции, Ирана и Центральной Азии также с древних времён известны сооружения аналогичного назначения, которые называются сардоба (сардоб).

## Современность

Традиционный гравитационный унитаз, завершающий цикл смыва: поплавок (1), наполнительный клапан (2), подъёмный рычаг (3), наполнительная труба бака (4) и чаши (5), заслонка промывочного клапана (6), переливная труба (7), ручка для промывки (8), цепь (9), линия заполнения (10), вал клапана заполнения (11), промывочная трубка (12)

В современном русском языке понятие «цистерна» обозначает разнообразные ёмкости для перевозки и хранения самых разных жидких или сыпучих веществ. Как правило, современные цистерны изготавливаются из металла или камня и имеют форму, близкую к цилиндрической (в том числе форму прямого кругового или эллиптического цилиндра и др.).
Основными видами современных цистерн являются:
- автоцистерны — цистерны на автомобильном шасси (автомобиль-цистерна);
- железнодорожные цистерны — вид подвижного состава железных дорог, цистерны на железнодорожном шасси (вагон-цистерна);
- контейнер-цистерна (танк-контейнер) — мультимодальная транспортная единица, предназначенная для перевозки содержимого тремя видами транспорта: морским (речным), железнодорожным и автодорожным;
- стационарные цистерны — изготовляемые из бетона, железобетона, стали, алюминиевых сплавов и других материалов подземные, углублённые и наземные хранилища, оборудуемые, как правило, приборами для контроля за состоянием продукта, устройствами заполнения и слива.

## Галерея

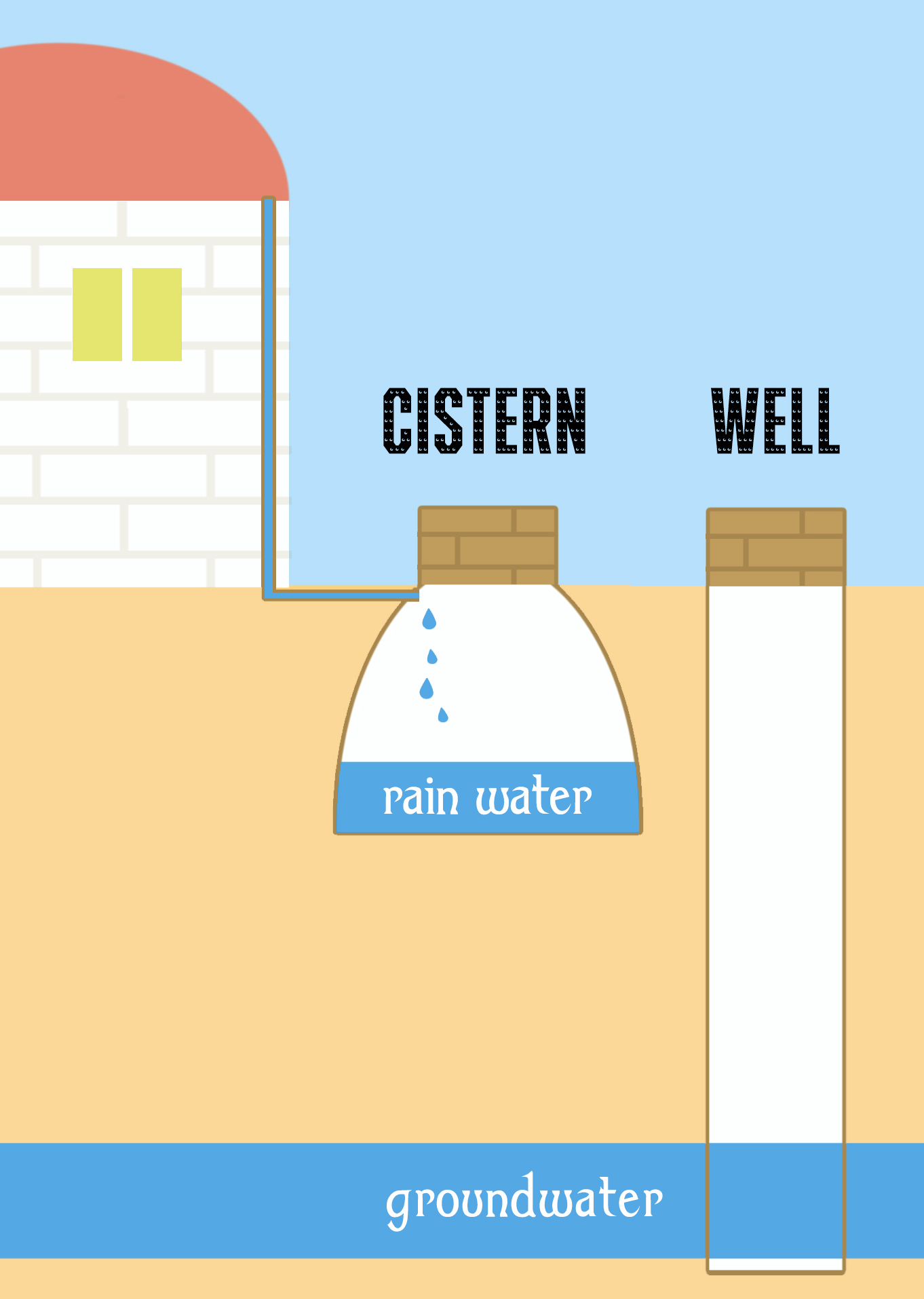
Разница между цистерной и скважиной заключается в источнике воды
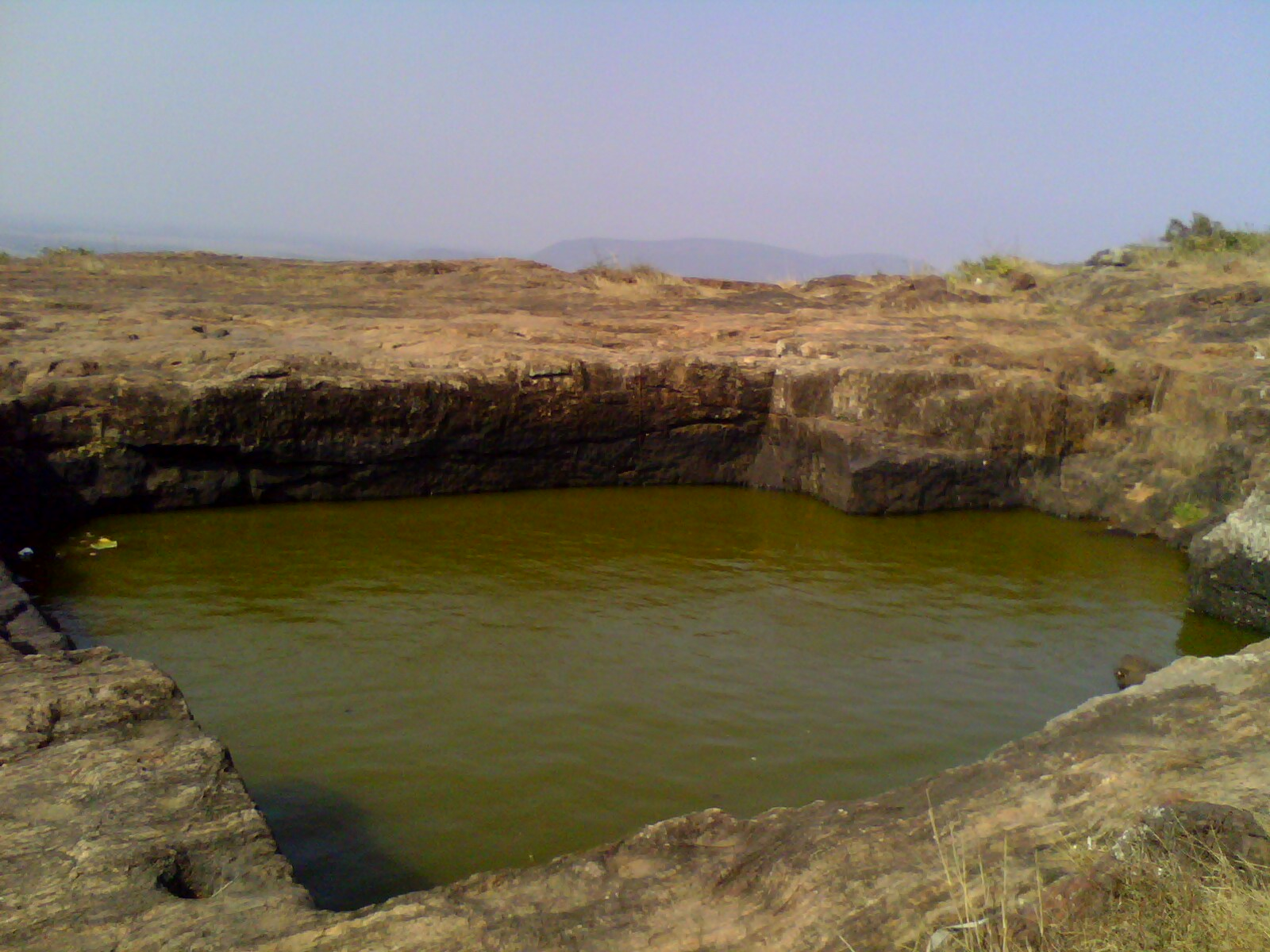
Древняя буддийская высеченная в скале цистерна в Павуралаконде в Индии
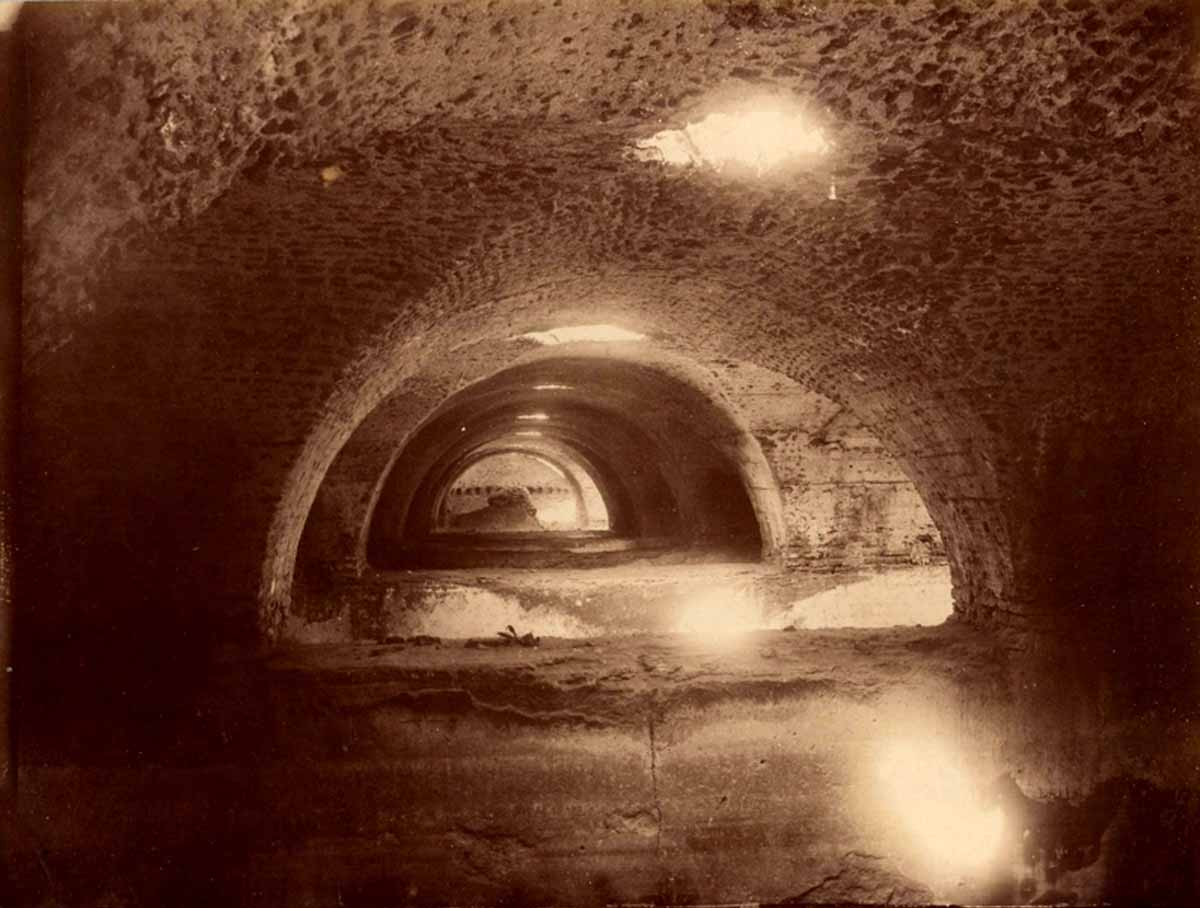
Одна из Цистерн Ла-Мальги, Карфаген, 1930
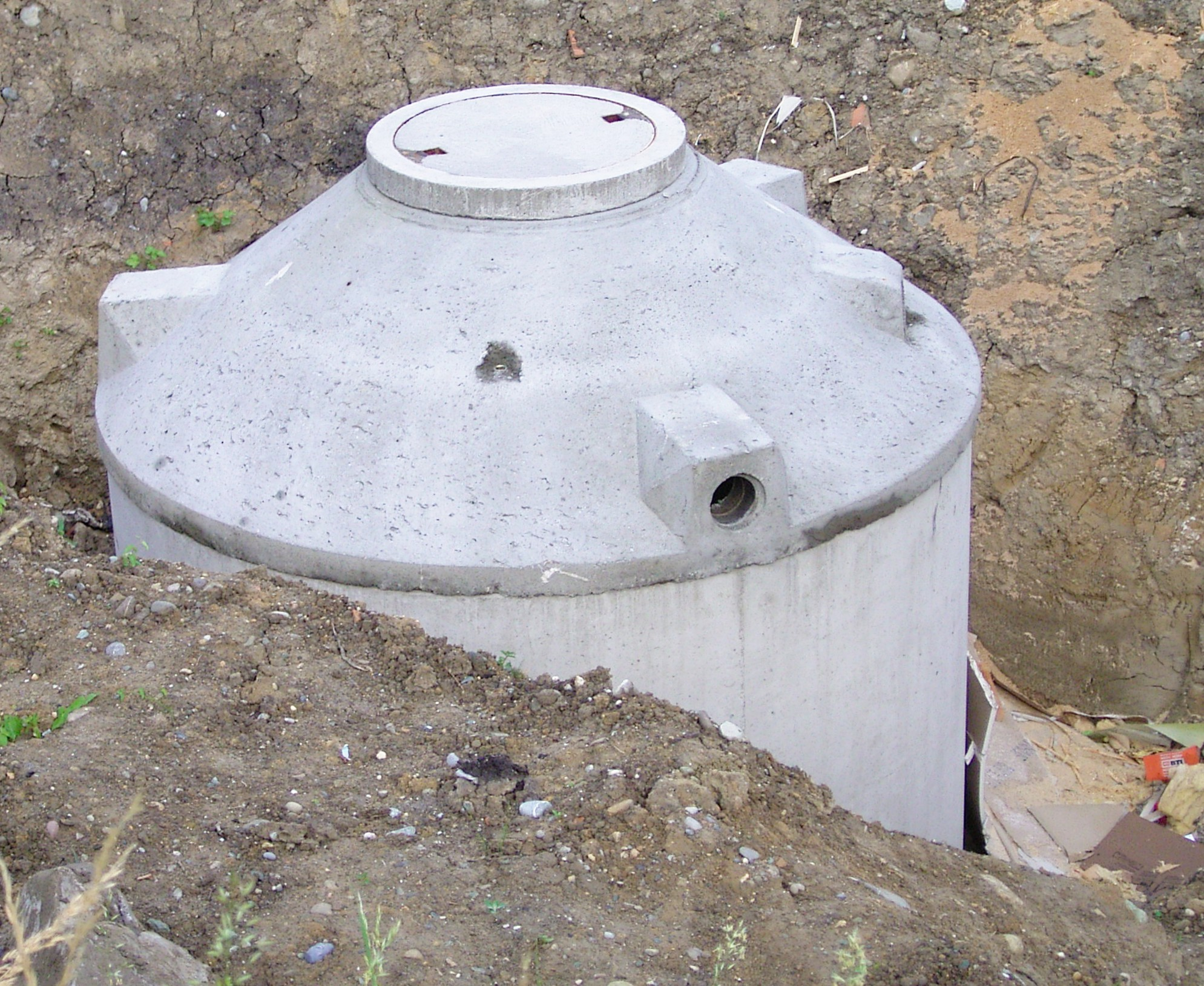
Бетонная цистерна
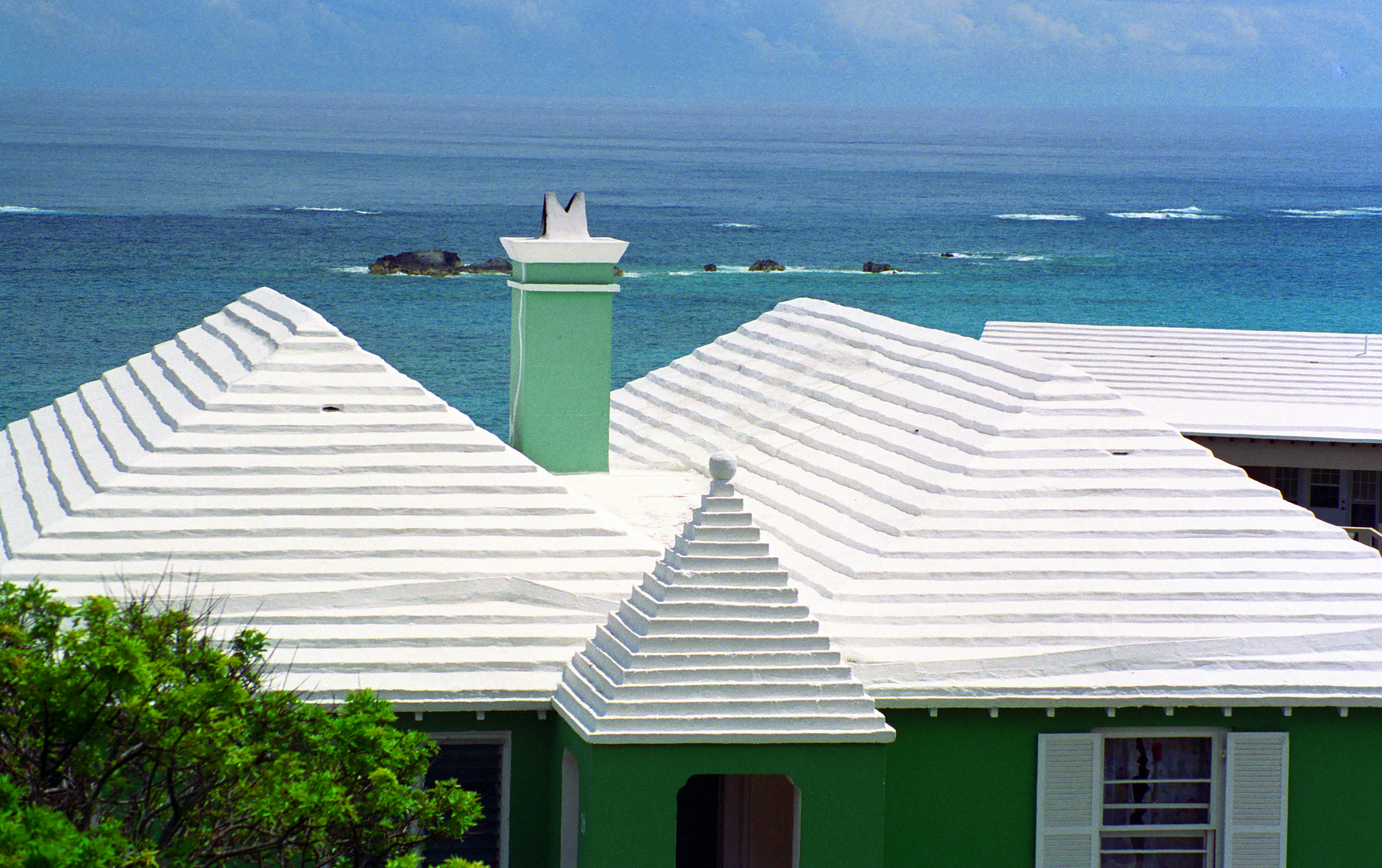
Бермудские белые крыши для сбора дождевой воды, направляемой в цистерны
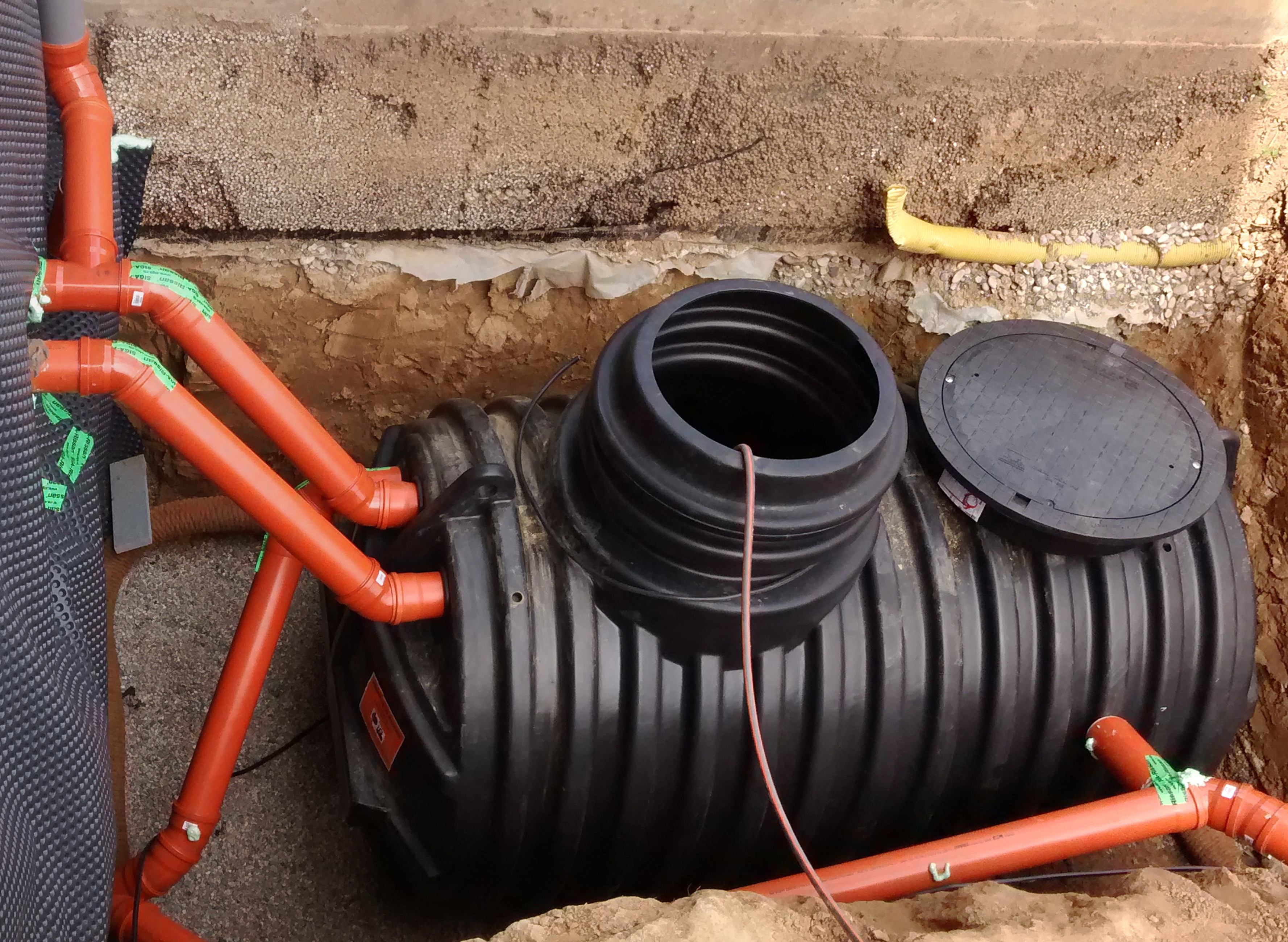
Пластиковая цистерна
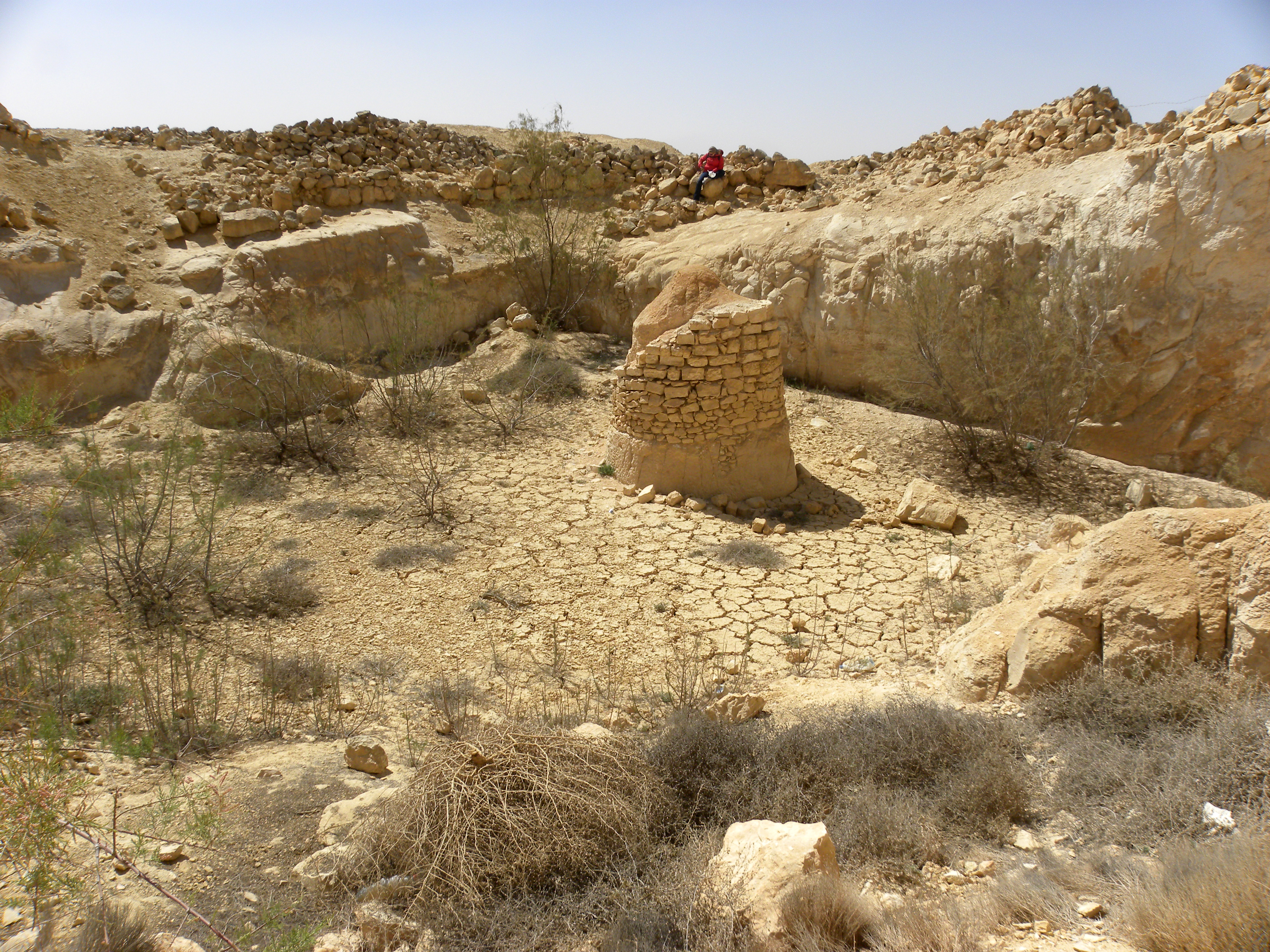
Остатки набатейской цистерны к северу от махтеша Рамона, южный Израиль
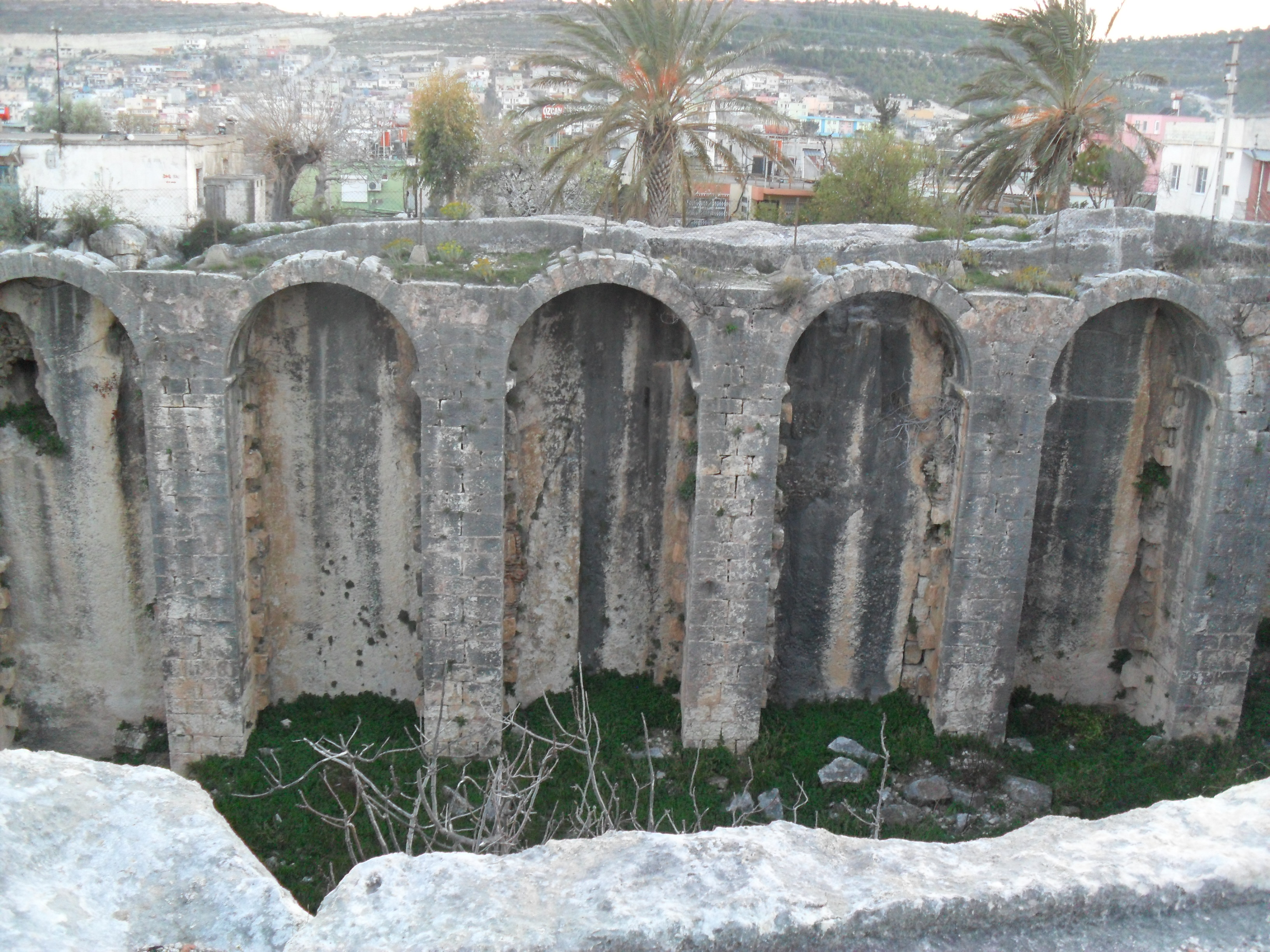
Цистерна, известная как Текир амбары в Силифке, ил Мерсин, Турция
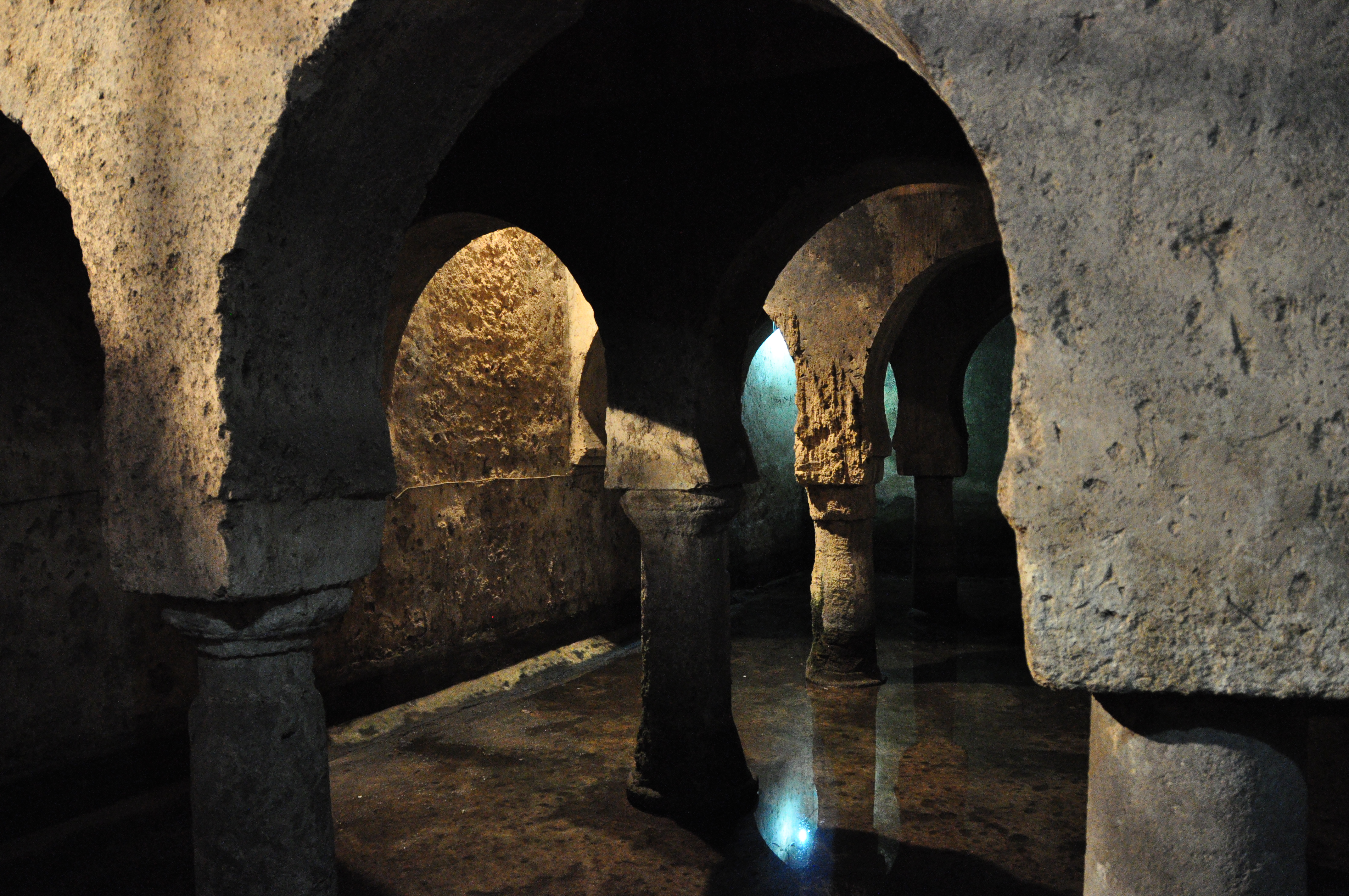
Алжибе дворца Лас-Велетас, Касерес
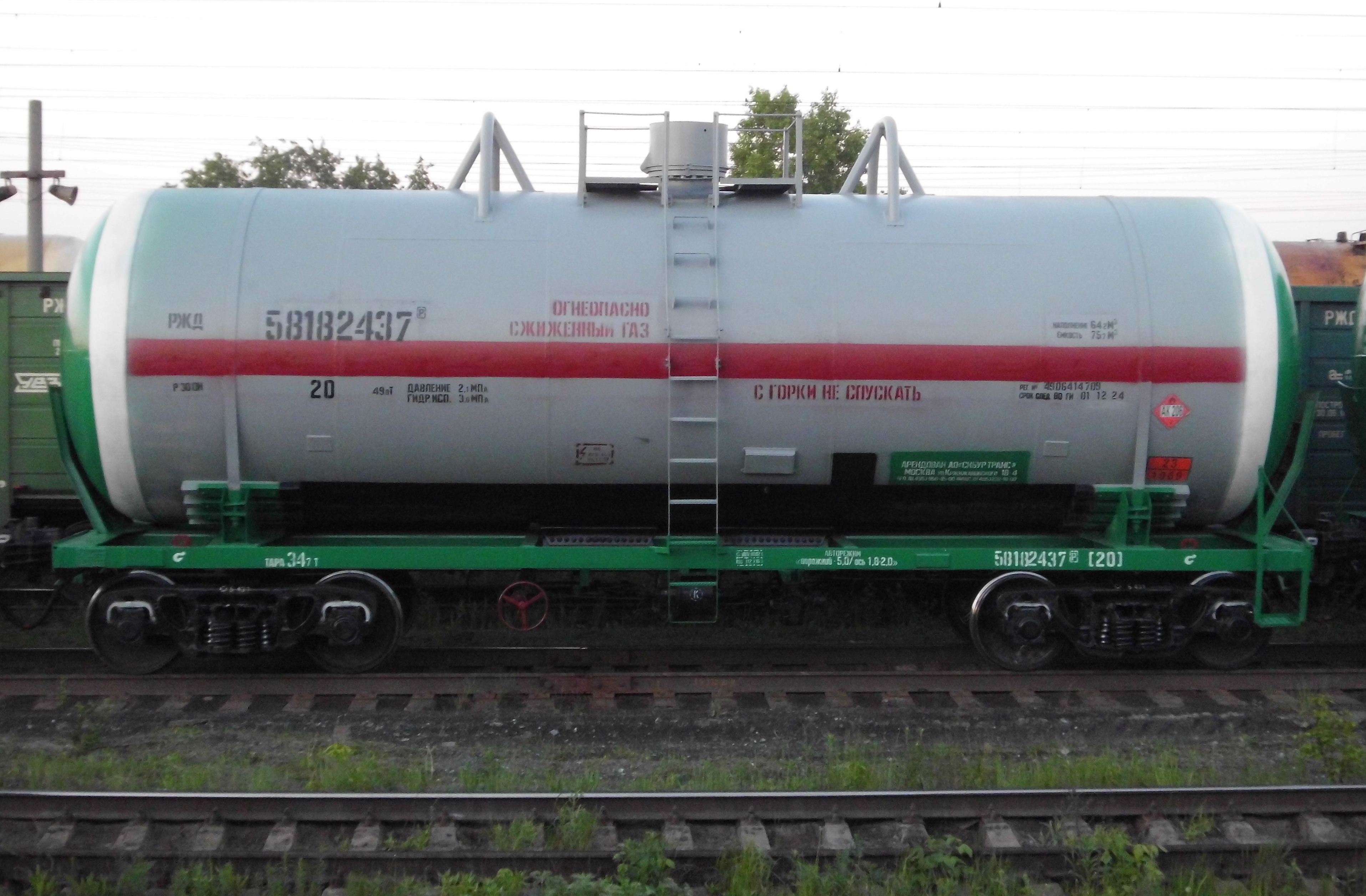
Вагон-цистерна для сжиженных углеводородов